# 大柄冬青
大柄冬青（学名：Ilex macropoda）为冬青科冬青属的植物。分布于朝鲜、日本以及中国大陆的江西、浙江、河南、湖北、湖南、福建、安徽等地，生长于海拔760米至2,100米的地区，多生长于山地杂木林中，目前已由人工引种栽培。